# 니제르
니제르 공화국(프랑스어: République du Niger 레퓌블리크 뒤 니제르[*], 영어: Republic of the Niger)는 서아프리카에 있는 내륙국이며 수도는 니아메이다.
알제리, 리비아, 차드, 말리, 부르키나파소, 나이지리아 등과 국경을 접한다. 사하라 남쪽에 광대한 국토가 있으나 북반부는 사막, 남반부는 하계에 강우가 있는 스텝으로 대부분이 건조지역이기 때문에 목축업이 주이고 니제르강 유역에 약간의 농경지가 있을 뿐이다. 1960년 8월 30일 프랑스령 서아프리카로부터 독립했다. 1974년의 쿠데타로 의회가 해산된 뒤 최고군사평의회의장이 원수이다. 비동맹·중립외교노선을 표방하고 있으나 프랑스와 밀접한 관계에 있다. 주민은 하우사, 송하이, 풀라니 등 흑인종과 투아레그 등의 부족이다. 공용어는 프랑스어. 종교는 95%가 무슬림이다. 철광석·텅스텐 등 지하자원의 개발이 기대되고, 특히 우라늄은 매장량이 세계5위로 니제르 주요수출의 80%를 차지하고 있다.

## 역사
1891년부터 1892년 사이에 프랑스군이 들어온 것을 계기로 프랑스령 서아프리카의 한 주가 되었다. 특별한 독립 운동 없이 1958년, 프랑스 공동체 내의 자치국이 되었다가 1960년 독립하였다.
독립 이후 여러 차례 독재나 군사 정권이 있었다. 2010년 2월 20일 쿠데타로 마마두 탄자 대통령이 억류되고 다당제 민주주의 정부가 들어섰다. 그러나 2023년 다시 쿠데타가 일어나 정부가 전복되었다.

## 지리
니제르는 내륙국으로서 사하라 사막과 접하고 있다. 전체 면적은 1,267,000km2이며 호수 등의 면적은 300km2에 이른다. 니제르의 면적은 한반도의 약 여섯배, 대한민국의 약 열세배 정도이며 세계에서 22번째로 큰 나라이다. 앙골라와 크기가 비슷하다.
니제르는 7개 국가와 접경을 접하고 있어 국경선만 해도 5,697km에 이르는데 남쪽으로 나이지리아와 베냉, 동쪽으로 차드, 북북서쪽으로 알제리, 말리와 접하며 북북동쪽으로 리비아와 접한다. 서쪽으로는 부르키나파소와도 조금 접하고 있다.
가장 낮은 곳은 나이저 강으로서 200m정도에 머문다. 가장 높은 곳은 몽 바그잔(Monts Bagzane)으로 해발 2,022 m이다.

## 기후
아열대 기후가 나며 매우 무덥고 건조하다. 사막이 많아서 그렇기도 하지만 남쪽 자락에는 열대 기후가 나타나며 니제르 강 분지가 나타나기도 한다. 남쪽에는 사막 평원과 함께 뜨거워서 온도차가 심하게 난다.
이 국가는 지구상에서 가장 더운 국가이다.

## 환경
니제르는 1975년 이전까지만 하여도 녹화 사업을 전개하지 못한 미개발국으로 분류되었다가 최근에는 녹화 사업이 캐나다처럼 성공적으로 진행되고 있어 척박한 사막 지역임에도 불구하고 놀라운 성과를 거두고 있는 중이며, 나무를 식재한 면적도 점차 늘어나고 있다. 그리고 사하라 사막의 확산 방지 대책, 사헬 살리기 정책을 시행 중인 니제르 정부의 시책과도 맞물려 좋은 성과를 내고 있다.

## 인구
출산율이 높은 니제르는 추세상 2100년까지 인구가 빠르게 증가하며 한 세기동안 가장 높은 출산율을 가진 나라가 될 것이다. 대한민국의 인구는 1950년 약 2200만명에서 2020년 현재 2배 넘게 증가했지만 같은 기간 니제르의 인구는 4배 증가했다. 대한민국은 1950년 인구와 2100년 인구가 거의 같을 것으로 예상되는데, 니제르는 2100년에 인구가 최대 28배까지 증가한다. 이렇게까지 인구가 폭발적으로 증가하는 나라는 니제르를 포함해 콩고민주공화국이랑 탄자니아 3국이 유일하다. 그러나 2130년에는 니제르도 저출산 국가가 되어버린다.

### 민족
다른 서아프리카 국가들처럼 민족이 다양하다. 2001년 기준 민족구성은 하우사족 55.4%, 제르마족(송가이족의 일파) 21%, 투아레그족 9.3%, 풀라니족 8.5%, 망가족(카누리족의 일파) 4.7% 외에 투부족(0.4%), 아랍인(0.4%), 구르마족(0.4%), 기타(0.1%)로 집계되었다.

### 언어
1999년 8월 9일자 헌법 3조 4항엔 "공식어는 프랑스어다"라고 규정하고 있다. 하우사어, 제르마어, 풀라니어, 아랍어 등의 각 민족어도 사용된다.
니제르는 프랑스어사용국기구(프랑코포니)의 정회원국이다.

### 종교
인구의 절대다수인 99% 이상이 이슬람교이나 헌법에 의해 세속 국가이다. 소수 기독교와 토착 종교 신자도 존재한다. 그러나 이슬람교도들이 많아 국민들은 돼지고기와 술을 먹지 않고, 라마단 기간에는 아무것도 먹지 않는다.

## 경제
농업, 축산업, 광업이 주산업이다. 세계 최빈국 중 하나이다. 농업은 자급농업이 중심이며, 남부에 한정된다. 강우량은 적고, 관개도 발달하지 않으며, 수원지도 부족하기 때문에 거의 천수(天水) 농업이다. 그래서 강우량에 따라 수확량이 크게 좌우되며, 자주 가뭄이 일어난다. 광업의 주력인 우라늄은 확인할 수 있는 것만 세계 3위의 매장량을 과시한다.  아쿠타 광산 등, 일본에도 연관이 있는 광산이 있고, 우라늄 관련 산업이 전 고용의 약 20%를 차지한다. 1997년의 가뭄으로 국민의 4분의1이 기아의 위기에 빠졌다. 또한 우라늄 가격의 저하, 거듭되는 정정 불안에 의한 해외원조의 중단에 의해 1999년말에는 국가경제가 사실상 파산상태가 되었다. 그러나 2000년 12월, 국제통화기금(IMF)등은 빈곤해소대책으로서, 니제르 정부가 지는 8억 9천만 달러의 채무면제를 발표하고, 7600만달러의 융자를 결정하는 등 밝은 조짐도 보이고 있다.

## 기아 상태
니제르의 기아 상태는 매우 심각한 상태이다. 매년 아일랜드의 NGO인 컨선월드와이드(Concern Worldwide), 독일의 NGO인 세계기아원조(Welthungerhilfe) 그리고 미국의 연구기관인 국제식량정책연구소(IFPRI)가 협력하여 발표하는 세계 기아 지수(GHI)에 따르면 2016년 니제르의 기아 지수는 100점 만점 중 33.7점으로 가장 심각한 기아 점수를 기록한 중앙아프리카공화국의 46.1점과 비교해봐도 심각한 수준이다. 118개국을 대상으로 한 조사에서 니제르는 109위의 높은 등수를 보였다. 기아종식을 위한 지속적인 노력이 요구된다.

## 행정 구역
니제르는 7개의 데파르트망(departement)로 구성되어 있다.
- 아가데즈주 (Agadez)
- 디파주 (Diffa)
- 도소주 (Dosso)
- 마라디주 (Maradi)
- 타우아주 (Tahoua)
- 틸라베리주 (Tillaberi)
- 진데르주 (Zinder)

## 외교 관계
대한관계
대한민국과는 1961년에 수교하였다.
- 의료기술협정(1968)
- 무역통상협정(1969)
- 경제협력협정(1988)

조선민주주의인민공화국과는 1974년 수교하였다.